# Kratzenberg
Kratzenberg är en bergstopp i Österrike. Den ligger i distriktet Lienz och förbundslandet Tyrolen, i den centrala delen av landet. Toppen på Kratzenberg är 3 022 meter över havet, eller 171 meter över den omgivande terrängen.
Den högsta punkten i närheten är Hohe Fürleg, 3 243 meter över havet, sydväst om Kratzenberg.
Trakten runt Kratzenberg består i huvudsak av kala bergstoppar och isformationer.